# Hydrillodes contigua
Hydrillodes contigua är en fjärilsart som beskrevs av Alfred Ernest Wileman 1915. Hydrillodes contigua ingår i släktet Hydrillodes och familjen nattflyn. Inga underarter finns listade i Catalogue of Life.